# Figli di nessuno (canzone)
Canto di probabile origine militare, presente anche nel repertorio degli alpini, si diffuse intorno al 1943 tra le  formazioni partigiane operanti tra la Liguria e il Piemonte sull'aria di “Figli dell'officina/Avanti siam ribelli”. Erano chiamati “I figli di nessuno” a Genova e Vercelli gli appartenenti ad alcune squadre d'azione che, secondo il questore Falcetano di Genova, avevano l'“incarico di contrapporre alla violenza fascista la più feroce rappresaglia di seguire i singoli fascisti e perfino di sopprimerli attirandoli in imboscata” e che nel luglio 1921 erano confluiti negli Arditi del Popolo